# Aeschynomene siifolia
Aeschynomene siifolia är en ärtväxtart som beskrevs av John Gilbert Baker. Aeschynomene siifolia ingår i släktet Aeschynomene och familjen ärtväxter. Inga underarter finns listade i Catalogue of Life.